# Кессель, Лорис
Лорис Кессель (нем. Loris Kessel, 1 апреля 1950 года, Лугано — 15 мая 2010 года, Монтаньола, Швейцария) — швейцарский автогонщик, участник чемпионата мира по автогонкам в классе Формула-1.

## Биография
В 1974 году дебютировал в «Формуле-3», в 1975 году перешёл в европейский чемпионат «Формулы-2», где дважды финишировал на четвёртом месте. На следующий год, в сезоне 1976 года, пять раз участвовал в Гран-при чемпионата мира «Формулы-1», очков не набрал, дважды не прошёл квалификацию. В 1977 году не прошёл квалификацию на Гран-при Италии, в 1978—1980 годах стартовал в «Формуле-3». В 1981 году вернулся в «Формулу-2», где в шести гонках не поднялся выше 12 места. В 1993 году занял седьмое место в абсолютном зачёте в гонке «24 часа Ле-Мана».

## Результаты гонок в Формуле-1
| Легенда к таблице |                                                                    |
| --- | ------------------------------------------------------------------ |
| В таблице перечислены результаты всех Гран-при Формулы-1, в которых принимал участие гонщик. Строками таблицы являются сезоны, столбцами — этапы чемпионата мира. В каждой клетке указаны сокращённое название этапа и результат, дополнительно обозначенный цветом. Расшифровка обозначений и цветов представлена в нижеследующей таблице. |                                                                    |
| \| Пример \| Описание \| \| ------------ \| ------------------------------------------------------------------ \| \| 1 \| Победитель \| \| 2 \| Второе место \| \| 3 \| Третье место \| \| 5 \| Финишировал, заработав очки \| \| Сход \| Не финишировал, но при этом заработал очки \| \| 12 \| Финишировал, не получив очков \| \| НКЛ \| Финишировал, но не попал в финальную классификацию \| \| 15 \| Участвовал вне зачёта, либо по отдельной классификации \| \| 18 \| Не финишировал, но попал в финальную классификацию \| \| Сход \| Не финишировал \| \| НКВ \| Не прошёл квалификацию \| \| НПКВ \| Не прошёл предквалификацию \| \| ДСК \| Дисквалифицирован \| \| ИСК \| Исключён из протокола соревнований \| \| ТТ \| Заявлен для участия только в тренировках \| \| НС \| Участвовал в квалификации, но не стартовал в гонке \| \| Т \| Травмирован или болен \| \| ОТК \| Отказ от участия \| \| НТР \| Прибыл на соревнования, но на трассу не выезжал \| \| НПР \| Был заявлен в числе участников, но не прибыл к началу соревнований \| \| О \| Соревнования отменены \| \| \| Не участвовал \| \| Поул-позиция \| \| \| Быстрый круг \| \| |                                                                    |
| Пример | Описание                                                           |
| 1 | Победитель                                                         |
| 2 | Второе место                                                       |
| 3 | Третье место                                                       |
| 5 | Финишировал, заработав очки                                        |
| Сход | Не финишировал, но при этом заработал очки                         |
| 12 | Финишировал, не получив очков                                      |
| НКЛ | Финишировал, но не попал в финальную классификацию                 |
| 15 | Участвовал вне зачёта, либо по отдельной классификации             |
| 18 | Не финишировал, но попал в финальную классификацию                 |
| Сход | Не финишировал                                                     |
| НКВ | Не прошёл квалификацию                                             |
| НПКВ | Не прошёл предквалификацию                                         |
| ДСК | Дисквалифицирован                                                  |
| ИСК | Исключён из протокола соревнований                                 |
| ТТ | Заявлен для участия только в тренировках                           |
| НС | Участвовал в квалификации, но не стартовал в гонке                 |
| Т | Травмирован или болен                                              |
| ОТК | Отказ от участия                                                   |
| НТР | Прибыл на соревнования, но на трассу не выезжал                    |
| НПР | Был заявлен в числе участников, но не прибыл к началу соревнований |
| О | Соревнования отменены                                              |
| | Не участвовал                                                      |
| Поул-позиция |                                                                    |
| Быстрый круг |                                                                    |

| Сезон | Команда                   | Шасси                   | Двигатель                | Ш | 1   | 2   | 3   | 4       | 5      | 6   | 7        | 8       | 9   | 10  | 11      | 12  | 13  | 14      | 15  | 16  | 17  | Место | Очки |
| ----- | ------------------------- | ----------------------- | ------------------------ | - | --- | --- | --- | ------- | ------ | --- | -------- | ------- | --- | --- | ------- | --- | --- | ------- | --- | --- | --- | ----- | ---- |
| 1976  | RAM                       | Brabham BT44B           | Ford Cosworth DFV 3,0 V8 | G | БРА | ЮАР | СШЗ | ИСП НКВ | БЕЛ 12 | МОН | ШВЕ Сход | ФРА НКВ | ВЕЛ | ГЕР | АВТ НКЛ | НИД | ИТА | КАН     | США | ЯПО |     | -     | 0    |
| 1977  | Jolly Club of Switzerland | Apollon (Williams FW03) | Ford Cosworth DFV 3,0 V8 | G | АРГ | БРА | ЮАР | СШЗ     | ИСП    | МОН | БЕЛ      | ШВЕ     | ФРА | ВЕЛ | ГЕР     | АВТ | НИД | ИТА НКВ | США | КАН | ЯПО | -     | 0    |